# Setophaga fusca
Setophaga fusca là một loài chim trong họ Parulidae.